# 제34회 영국 아카데미 영화상
제34회 영국 아카데미 영화상은 1980년의 최고의 영화를 기리기 위해 1981년에 열린 시상식이다.

## 수상

### 작품상
- 엘리펀트 맨 - 조나단 세인저 수상

### 데이빗 린 상
- 카게무샤 - 구로사와 아키라 수상

### 칼 포먼 상
- 주디 데이비스 수상

### 남우주연상
- 엘리펀트 맨 - 존 허트 수상

### 여우주연상
- 주디 데이비스 수상

### 각본상
- 찬스 - 제지 코신스키 수상

### 편집상
- 재즈는 나의 인생 - 앨런 하임 수상

### 촬영상
- 재즈는 나의 인생 - 쥬세페 로투노 수상

### 음향상
- 페임 - Chris Newman 수상

### 의상상
- 카게무샤 - Seiichiro Momosawa 수상

### 프로덕션디자인상
- 엘리펀트 맨 - 스투어트 크레그 수상

### 단편애니메이션작품상
- 미셸 오슬로 수상

### 단편영화작품상
- 앤드류 버킨 수상

### 안소니 아스퀴스상
- 스타 워즈 에피소드 5 - 제국의 역습 - 존 윌리엄스 수상

## 같이 보기
- 제53회 아카데미상
- 제6회 세자르상
- 제33회 미국 감독 조합상
- 제38회 골든 글로브상
- 제1회 골든 래즈베리상
- 제33회 미국 작가 조합상